# Jim Ringo
James Stephen Ringo (Orange, Nueva Jersey, 21 de noviembre de 1931 – Chesapeake, Virginia, 19 de noviembre de 2007), más conocido como Jim Ringo, fue un jugador profesional estadounidense de fútbol americano que se desempeñó en la posición de center en la National Football League (NFL). Es miembro del Salón de la Fama del Fútbol Americano Profesional.

## Carrera
Ringo jugó como profesional once temporadas en Green Bay Packers (1953-1963), después pasó a Philadelphia Eagles, donde jugó cuatro temporadas (1964-1967), y fue el equipo en el que se retiró.

## Reconocimiento
El 1 de agosto de 1981, ingresó como miembro al Salón de la Fama del Fútbol Americano Profesional.